# Lake Aluma
Lake Aluma är en kommun (town) i Oklahoma County i Oklahoma.  Vid 2020 års folkräkning hade Lake Aluma 87 invånare.